# Heiligkreuz und Schloßberg
Heiligkreuz und Schloßberg ist ein mit Verordnung des Regierungspräsidiums Karlsruhe vom 29. Dezember 1992 ausgewiesenes Naturschutzgebiet mit der Nummer 2.159.

## Lage
Das Naturschutzgebiet befindet sich im Naturraum Obere Gäue. Es liegt unmittelbar westlich der Stadt Nagold und umfasst den Schloßberg der Stadt, wobei das Gelände der Burgruine Hohennagold nicht Bestandteil des Schutzgebiets ist. Das Naturschutzgebiet ist Teil des FFH-Gebiets Nr. 7418-341 Nagolder Heckengäu.

## Schutzzweck
Laut Verordnung ist der Schutzzweck (Auszug): Die Erhaltung, Entwicklung und Pflege des bestockten Bereiches vom Schloßberg sowie der Offenlandbereiche des Gebiets mit den vielfältigen Trockengebietstypen als Lebensraum typischer, spezialisierter Tier- und Pflanzenarten. Weiterhin sollen standortheimische Gehölze möglichst lange erhalten werden. Insbesondere im Schonwald, dem vorderen Teil des Schloßbergwaldes, ist eine dauerhafte Erhaltung der naturnahen Laubholzbestockung bzw. deren Wiederherstellung mit einem geringen Nadelholzanteil (weniger als zehn vom Hundert) anzustreben. Dasselbe gilt für die Erhaltung und Förderung extensiver Offenlandbereiche im Umfeld des Waldes. Zwei Jahre vor der Auswesung als Naturschutzgebiet wurde der naturnahe Teil des Schloßberg-Walds zum Schonwald erklärt.

## Geologie
Den Fuß des Berges bilden Röthtone und der Plattensandstein des Oberen Buntsandsteins. Darüber liegen die Schichten des Muschelkalks. Die Hochfläche bildet der Trochitenkalk, dessen Steinschutt die Hänge überlagert. Die Röthtonschicht und eine tonige Mergelschicht des Mittleren Muschelkalks besitzen ergiebige Quellhorizonte. Das Wasser tritt im unteren Teil des Südhangs zutage.

## Vegetation
Auf den basenarmen Böden des Schloßbergs wachsen überwiegend Buchenwälder. Sie sind an den Nordost- und Osthängen in frischer Ausbildung, an den Süd- und Westhängen in trockener Ausbildung anzutreffen. Außerdem finden sich im Schutzgebiet Obstbaumwiesen, Äcker, Halbtrockenrasen und Salbei-Glatthafer-Wiesen. Im Buchenwald finden sich weit über 100 Jahre alte Buchen samt Jungwuchs, dazu Berg-Ahorne, Eschen, Winter-Linden und Berg-Ulmen. In den trockenen Waldbereichen findet sich auch die Trauben-Eiche, dazu die Hainbuche, der Feld-Ahorn und die Elsbeere.

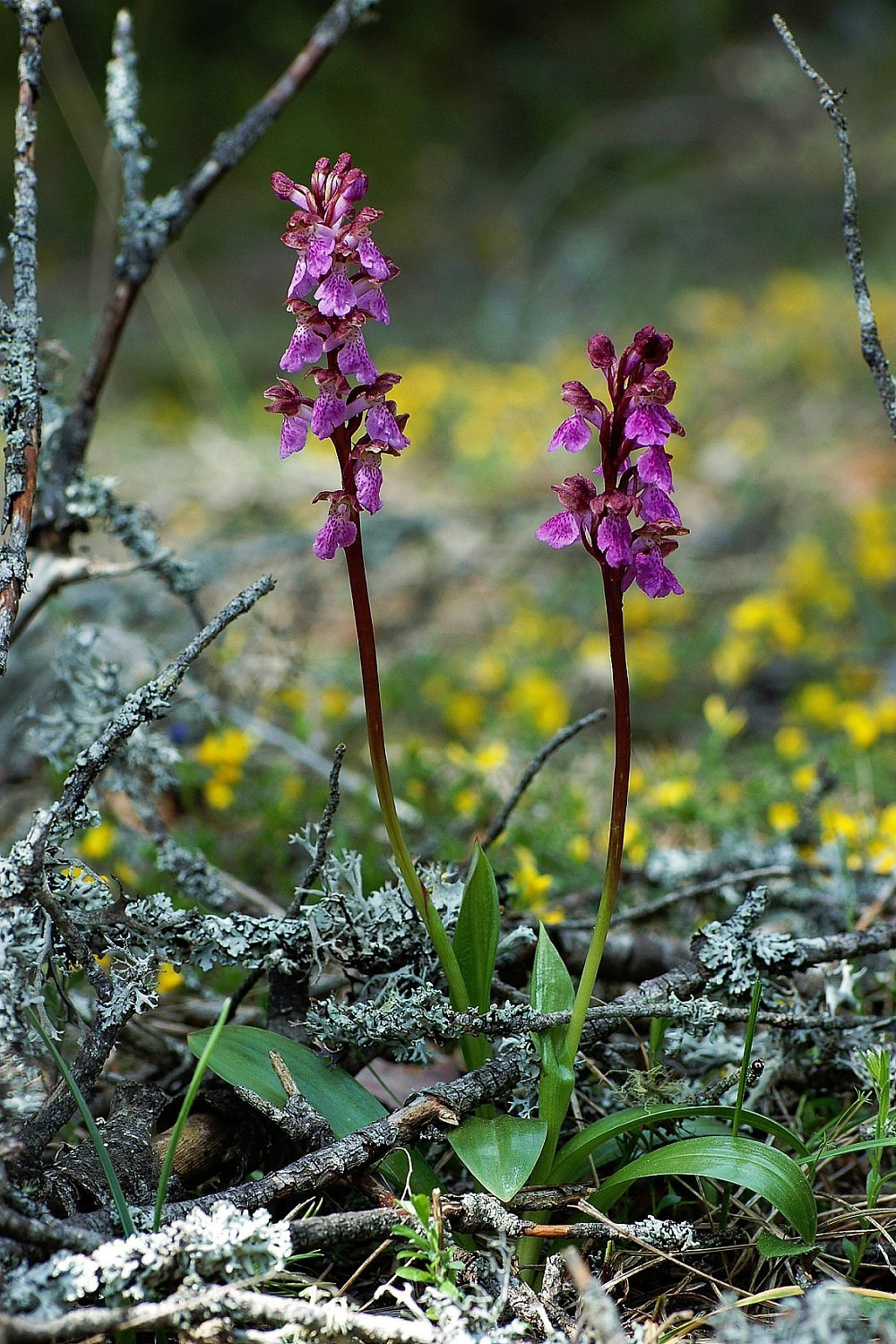
Spitzels Knabenkraut (Orchis spitzelii)

## Flora und Fauna
Im lichten Hangbuchenwald des Gebiets siedeln u. a. die folgenden Orchideenarten: Vogel-Nestwurz, Breitblättrige Stendelwurz, Rotes und Weißes Waldvöglein. Auch der seltene Blaurote Steinsame und der Türkenbund (Lilium martagon) siedelt hier. Im Waldbereich ist als altholzbewohnender Höhlenbrüter u. a. der Pirol, der Schwarzspecht und die Hohltaube zu finden.
Als seltenste Art kam im 19. Jahrhundert im heutigen Schutzgebiet auch Spitzels Knabenkraut (Orchis spitzelii) vermutlich in den Halbtrockenrasen vor. Es war dies das einzige Vorkommen der Art in ganz Deutschland! Spitzels Knabenkraut wurde überhaupt erst 1835 von Forstrat Anton von Spitzel (1807–1853) aus München im Land Salzburg (Österreich) entdeckt und 1837 ihm zu Ehren als Orchis spitzelii von Anton Eleutherius Sauter erstbeschrieben. Die Art wurde am Schloßberg von etwa 1845 bis etwa 1895 beobachtet. Es gibt Herbarbelege von 1845 bis 1880. Vor 1899 ist die Art dort erloschen, wie Schwarzmaier in seiner Flora des Nagolder Schlossbergs von 1899 berichtet.